# Wilcannia
Wilcannia ist eine Stadt im australischen Bundesstaat New South Wales mit 539 Einwohnern (Stand 2021). Wilcannia ist Verwaltungssitz des lokalen Verwaltungsgebiets Central Darling Shire.

## Geschichte
Seit langer Zeit leben auf dem Gebiet des heutigen Wilcannia australische Ureinwohner vom Stamme der Barkindji. Die ersten europäischen Viehzüchter ließen sich hier in den 1850er Jahren nieder. Der Ort hieß damals noch Mt Murchison Station. Wilcannia wurde am 28. Juni 1866 offiziell gegründet und entwickelte sich bis zu den 1880er Jahren (damals bekannt als „Queen city of the west“) zu einer bedeutenden Hafenstadt am Darling River mit mehr als 3.000 Einwohnern. Wilcannias Bedeutung begann in den 1920er Jahren mit dem Niedergang der Frachtschifffahrt zu schwinden, deren Aufgaben von Schienen- und Straßenverkehr übernommen wurden.

## Tourismus
Aus der Blütezeit der Stadt um 1880 stammen einige aus Sandstein erbaute Gebäude. Von offizieller Seite werden als sehenswert angepriesen:
- die 1883 errichtete Athenaeum Library, die heute das Pioneer Museum beherbergt,
- der Friedhof Wilcannias, auf dem man die Grabstätten mehrerer Pioniere der Gründerzeit findet,
- die von 1896 stammende historische Brücke über den Darling River,
- der etwa 60 km von Wilcannia entfernt liegende Paroo–Darling-Nationalpark.